# Krankheitseinheit
Der Begriff Krankheitseinheit nach Karl Jaspers (1883–1969) stellt ein nosologisches Konzept der Psychiatrie dar. Es wurde erstmals von Karl Ludwig Kahlbaum (1828–1899) aufgestellt. Mit diesem können die von unterschiedlichen Autoren in systematischer Hinsicht vorgeschlagenen Formen und verschiedenen Einteilungen psychischer Krankheit kritisch beurteilt werden. Sie sollen dabei durch Untergruppenbildung besser verständlich gemacht, gegebenenfalls erweitert und gegeneinander abgegrenzt werden. Die auf dem Fachgebiet der Psychiatrie zuerst vorgenommenen Differenzierungen haben sich jedoch auch generell in der Medizin beziehungsweise für den Krankheitsbegriff überhaupt als zweckmäßig erwiesen.
Die von Jaspers vorgeschlagene Art der Differenzierung erfolgt nach der phänomenologischen Methode. Durch Beobachtung einer großen Zahl vergleichbarer Krankheitsfälle und begriffliche Bildung einzelner spezifischer, unreduzierbarer und relativ konstanter bzw. gleichbleibender struktureller Elemente, die sich bei diesen Vergleichsfällen erkennen lassen, können typische Krankheitserscheinungen herausgestellt werden. Auf diese Weise können bei unklaren oder unterschiedlich ausgeformten Krankheitsbildern ggf. neue Formen spezieller Störungen beschrieben werden und bisher geltende Einteilungen weiterentwickelt werden.

## Beispiel Schizophrenie
Emil Kraepelin (1856–1926) beschrieb 1898 die Dementia praecox, ließ es aber offen, ob es sich dabei um eine einheitliche Krankheit oder um eine Gruppe von Krankheiten handelte. Eugen Bleuler (1857–1939) vertrat die Auffassung, dass es sich bei dieser Erkrankung um verschiedene Krankheitsgruppen bzw. um verschiedene Krankheitseinheiten handle und führte 1911 die Krankheitsbezeichnung Schizophrenie ein, da selbst Kraepelin festgestellt hatte, dass nicht alle von ihm beschriebenen Fälle mit Defekt endeten. Als Paradigma und Prototyp einer Verlaufsbeobachtung war bisher hauptsächlich die progressive Paralyse angesehen worden. Sie war die erste Erkrankung, die nicht nur aufgrund von Symptomen, sondern auch auf pathologisch-anatomischer Grundlage und außerdem mit klinischen Verlauf beschrieben wurde. Diese Beschreibung erfolgte 1822 durch Antoine Laurent Jessé Bayle (1799–1858). Die Syphilis wurde von Bayle als Ursache u. a. für die von ihm festgestellte chronische Entzündung der Hirnhäute in Form einer Arachnitis vermutet. Seine Dissertation stützte sich auf sechs Fälle mit psychischer Symptomatik und zunehmender Lähmung. Dadurch wurde auch für die Schizophrenie von den Vertretern der klassischen deutschen Psychiatrie ein körperliches bzw. organisches Schädigungsmuster als wahrscheinlich bzw. als hypothetisch angenommen (siehe Triadisches System).

## Forschungsmethoden unter Gesichtspunkten der Krankheitseinheit
Neben der bereits erwähnten Verlaufsbeobachtung hebt Jaspers als weitere Forschungsmethoden die ätiologische Differenzierung hervor. So wurde etwa durch die Methoden und Lehren der Vererbung und der Erbfaktoren versucht, eigene Krankheitseinheiten herauszufinden. Kraepelin nannte diese „natürliche Krankheitseinheiten“, da sie einer naturwissenschaftlichen Betrachtungsweise entsprachen. Besonders die Franzosen Valentin Magnan (1835–1916) und Bénédict Augustin Morel (1809–1873) vertraten schon vor Kraepelin diese Auffassung.
Außerdem wurden verschiedene psychiatrische Symptome als Symptomenkomplexe zusammengefasst. So wurden etwa Tobsucht und Verwirrtheit miteinander kombiniert, da man eine Korrelation der Häufigkeit entsprechender einzelner Krankheitsfälle annahm. Auf diese Weise sollten ebenfalls neue Krankheitseinheiten erkannt werden. Krankheit erschien aus dieser Sicht als Symptomenlehre (siehe auch Kap. Geschichte der Psychiatrie).
Auch der anatomische Befund wurde bei unterschiedlichen Krankheitsfällen als vergleichbares Kriterium der Krankheitseinheit angesehen. Hierbei kann bisweilen auf gesetzmäßig übereinstimmende organische Befunde verwiesen werden, wie sie etwa bei der progressiven Paralyse vorkommen.
Die vergleichende Psychiatrie hat ebenfalls die Frage nach der Krankheitseinheit aufgeworfen und damit ethnologische, kulturelle und soziologische Methoden als unverzichtbare Quellen der diagnostischen Beurteilung eingefordert.

## Gegenteiliges Konzept: Einheitspsychose
Das gegensätzliche psychiatrische Krankheitskonzept zum Modell der Krankheitseinheit stellt die Auffassung der Einheitspsychose dar. Hier geht man nicht von einzelnen gegeneinander spezifisch unterscheidbaren Einheiten aus, sondern nimmt fließende Übergänge zwischen den einzelnen psychischen Krankheitserscheinungen an.
Damit wird klar, dass es sich bei diesen Begriffen um Theorien handelt, die dazu dienen, wissenschaftliche Erkenntnis voranzutreiben. Es darf jedoch nicht zu einer Verabsolutierung dieser somit gewonnenen Erkenntnisse kommen, da es sich bei Krankheiten letztlich nicht um erkennbare Gegenstände, sondern um menschliche Tatsachen handelt, die dem Gesichtspunkt eines Diagnoseschemas entsprechen und daher als Idealisierungen zu gelten haben.

## Geschichte der Psychiatrie
Ursprünglich wurden die heute als Symptome geltenden Krankheitserscheinungen als eigene Krankheiten angenommen, wie zum Beispiel Kleptomanie, Pyromanie, Poriomanie. Solche Bezeichnungen wie sie insbesondere von Jean-Étienne Esquirol (1772–1840) eingeführt und gebraucht wurden, stellen oft eine beliebig und allzu leicht zu erweiternde Reihe von Registrierungen dar (vergleiche Monomanien). Bereits Wilhelm Griesinger (1817–1868) bezeichnete sie als „Konglomerat von Symptomen“.
Kraepelin hat, durch Karl Ludwig Kahlbaum (1828–1899) angeregt, damit begonnen, die Demenzen zu differenzieren, die nicht nur als altersbedingte allmähliche Entwicklung von Defektzuständen betrachtet werden können (senile Demenz), sondern sich vielmehr in jugendlichem Alter (Hebephrenie) und oft schubweise entwickeln (Negativsymptome der Schizophrenie). Kraepelin hat den ursprünglich wenig beachteten Einteilungsprinzipien Kahlbaums zu großer Geltung verholfen. Auf Kahlbaum gehen jedoch die von ihm u. a. aufgrund von Verlaufskriterien beschriebenen Formen der Hebephrenie und Katatonie als schizophrene Krankheitseinheiten bis heute zurück. Kraepelin gebührt allerdings das zusätzliche Verdienst, von der Dementia praecox auch das manisch-depressive Irresein (MDI) abgegrenzt zu haben. Diese Krankheitseinheit wird heute als Zyklothymie und Bipolare Störung bezeichnet. Auch hat Kraepelin viele weitere Einzelformen von Krankheitseinheiten benannt, die teilweise heute noch üblich sind. In acht Auflagen seines »Lehrbuchs der Psychiatrie« ordnete er die Vielfalt der psychischen Krankheitszustände immer wieder in eine neue Systematik ein. Diese stets modifizierte Systematik setzte sich international durch.

## Forderungen an eine Lehre der Krankheitseinheiten
Idealerweise sollten folgende Voraussetzungen und Bedingungen erfüllt sein:
1. Ein etabliertes und allgemein anerkanntes Klassifikationssystem wird vorausgesetzt.
2. Jeder Fall findet seinen ihm zukommenden Platz im Klassifikationssystem.
3. Jeder Fall wird nur an einer einzigen Stelle des Klassifikationssystems eingeordnet.
4. Die Einteilungskriterien (Symptomatologie, Pathogenese, Pathologie etc.) sind bekannt und stets konstant.
5. Verschiedene Beobachter kommen zu gleichen Ergebnissen bei der Einordnung eines Falles.

Da es sich hier um „ideale“ Forderungen handelt, muss es als selbstverständlich erscheinen, dass etablierte Klassifikationssysteme wie etwa der Diagnoseschlüssel ICD-10 stets Kompromisse enthalten. Der Kompromiss im Falle des ICD erfolgt zu Gunsten der symptomatologischen Ausrichtung und Beschreibung von Störungen und zu Lasten der exakten begrifflichen traditionellen Abgrenzung von Krankheiten. Die Zunahme der Beschreibung von Störungen geht nicht notwendigerweise einher mit einer entsprechenden Zunahme an spezifisch-therapeutischen Kompetenzen. Hierzu ist der Krankheitsbegriff unerlässlich wie etwa die psychogenetische Differenzierung oder die Zusammenschau von Neurose und Psychose.